# Prurigo nodular
Prurigo nodular (PN) é uma doença da pele caracterizada por nódulos com prurido (coceira) que geralmente aparecem nos braços e pernas. Pacientes frequentemente apresentam múltiplas lesões (escoriações) causadas pela coçadura. PN é também conhecido como prurigo nodular de Hyde.
Liquen simples crônico é uma entidade clínica distinta.

## Sinais e sintomas

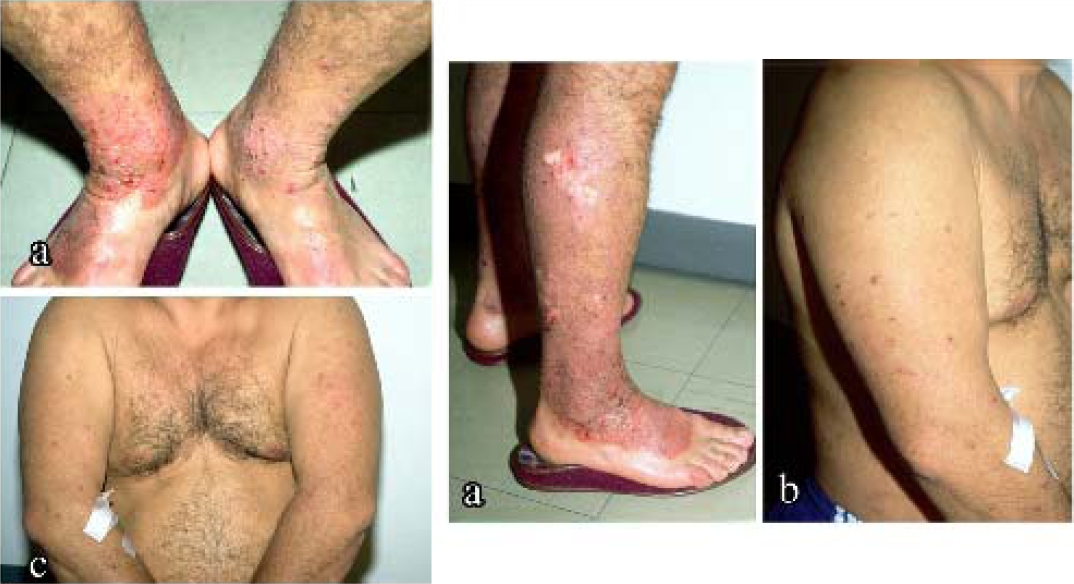
Pápulas com prurido e nódulos espalhados podem ser vistos (a) nas pernas, (b) nos braços e (c) no tronco deste paciente com prurigo nodularis.

- Nódulos são discretos, geralmente simétricos, hiperpigmentados ou purpúricos, e firmes. Eles são maiores que 0.5 cm tanto em largura como em profundidade (em oposição a pápulas que são menores que 0,5 cm). Eles podem aparecer em qualquer parte do corpo, mas geralmente começam nos braços e pernas.
- Escoriações são geralmente planas, umbilicadas ou possuem um topo crostoso.
- Nódulos podem parecer se iniciar nos folículos pilosos.
- O padrão do nódulo pode ser folicular.
- No prurigo nodular verdadeiro, o nódulo se forma antes do aparecimento de qualquer coceira. Tipicamente, esses nódulos são extremamente pruríticos e são aliviados apenas com esteroides.

## Causas
A causa do prurigo nodularis é desconhecida, embora outras condições possam induzi-lo. PN tem sido relacionada ao nevo de Becker, doença do IgA linear, uma condição autoimune, doença hepática. Prurido sistêmico tem sido relacionado a colestase, doença tireoidiana, policitemia vera, uremia, doença de Hodgkins, HIV e outras doenças ligadas a imunodeficiência. Malignidade interna, insuficiência renal ou hepática, doença psiquiátrica podem induzir PN, embora estudos mais recentes têm refutado uma causa psiquiátrica para PN. Pacientes informam uma constante batalha para distingui-los daqueles com desordens psiquiátricas, como ilusão de possuir parasitose ou outras condições psiquiátricas.

## Patofisiologia
Coçar, furar, esfregar de forma crônica e repetitiva os nódulos pode resultar em alterações permanentes na pele, incluindo liquenificação nodular, hiperceratose, hiperpigmentação e espessamento da pele. Escoriações não tratadas são geralmente escamosas, crostosas ou sarnentas. Muitos pacientes reclamam de dificuldade de cicatrização mesmo quando medicamentos aliviam a coceira e consequentemente a coçadura.
Pacientes com frequência:
- procuram tratamento na meia-idade, embora PN possa ocorrer em qualquer idade.
- têm uma história de prurido crônico severo.
- têm um histórico médico significativo de condições não relacionadas.
- sofrem de disfunção hepática ou renal.
- sofrem infecções de pele secundárias.
- têm uma história pessoal ou familiar de dermatite atópica.
- têm outras doenças autoimunes.

## Diagnóstico
Diagnóstico se baseia no exame visual e na presença de coceira. Uma biópsia de pele é geralmente feita para excluir outras doenças. Lesões na biópsia vão tipicamente mostrar altos níveis de eosinófilos no PN.  Uma cultura de pelo menos uma lesão pode descartar infecção por estafilococos, que tem sido significamente relacionada a dermatite atópica.

## Tratamento
Prurigo nodular é difícil de ser tratado, mas terapias em uso incluem esteroides, vitaminas, criocirurgia, talidomida e luz UVB. Caso estafilococos ou outra infecção esteja presente, antibióticos são efetivos, mas tendem a causar mais danos do que que benefícios nessa doença. Um médico pode administrar uma alta dose de prednisona, que vai interromper quase que imediatamente a coceira e parar a coçadura. Entretanto, a interrupção do uso pode permitir que haja recidiva, usualmente dentro de algumas semanas. Horiuchi et al. recentemente publicou uma melhora significativa em PN com antibioticoterapia.

## História
Prurigo nodular foi primeiramente descrito por Hyde e Montgomery em 1909.